# Stanisław Jan Starowieyski

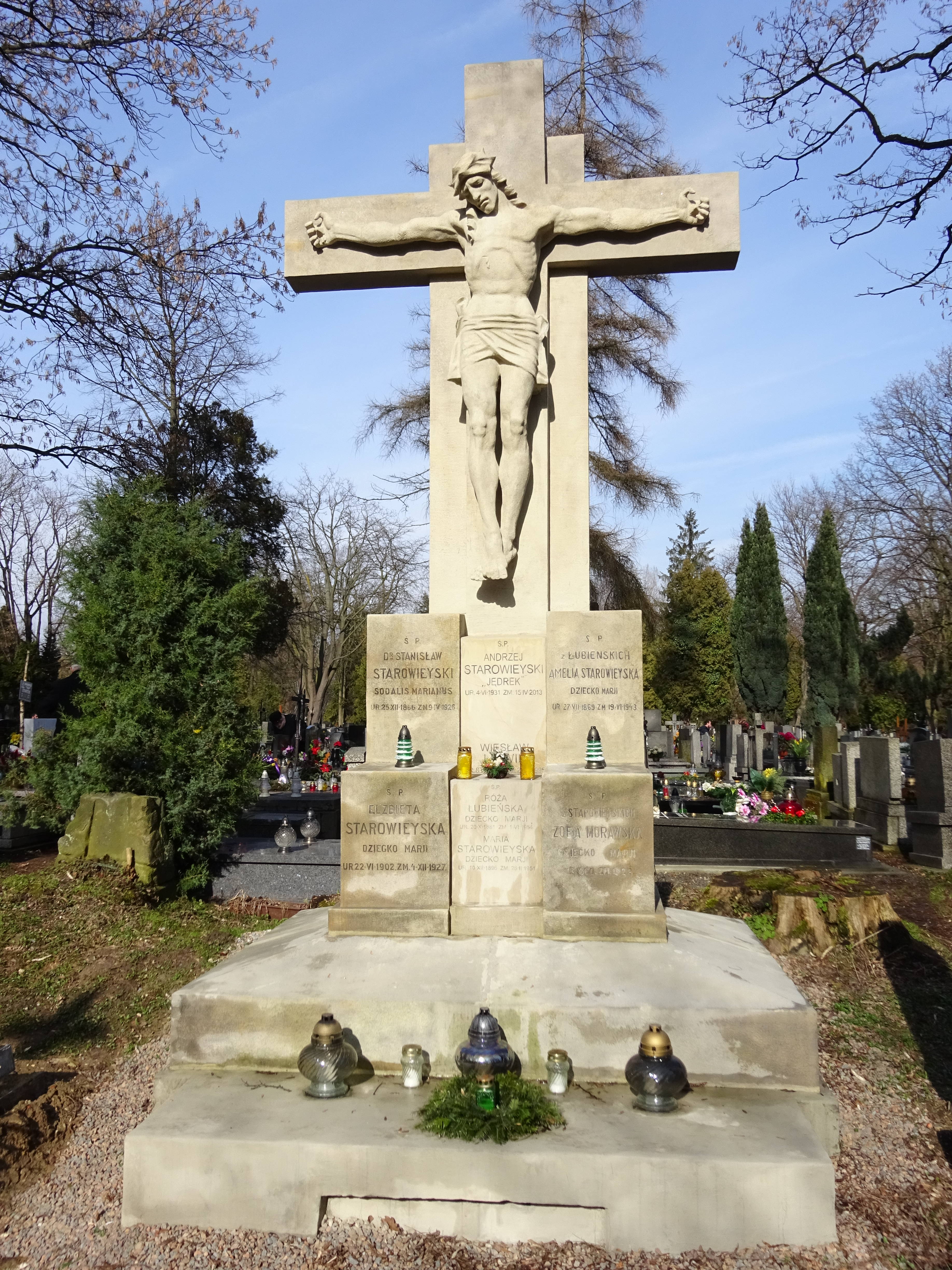
Grobowiec Stanisława Starowieyskiego na cmentarzu Rakowickim w Krakowie

Stanisław Jan Stefan Starowieyski herbu Biberstein (ur. 25 grudnia 1866 w Bratkówce, zm. 9 kwietnia 1926 w Krakowie) –  poseł do Sejmu Krajowego Galicji i austriackiej Rady Państwa, poseł na Sejm Ustawodawczy (1919–1922), właściciel dóbr Bratkówka i Korabniki.

## Życiorys
Urodził się 25 grudnia 1866 w Bratkówce. Był synem Stanisława Michała i Zofii z domu Jabłonowskiej (siostrzenica i bratanica Aleksandra Fredry). Wychowywał się w rodzinnym majątku swojej matki w domu o głęboko katolickich przekonaniach. Miał brata (późniejszego księdza) oraz dwie siostry (późniejsze zakonnice). 
W dzieciństwie był kształcony przez wypędzonego z Prus Niemca, ks. Falkenberga. Później uczył się w C. K. Gimnazjum w Jaśle, a następnie w C. K. III Gimnazjum w Krakowie, gdzie zdał egzamin dojrzałości w 1884 zdał maturę. Studiował na Wydziale Prawa iUniwersytetu Jagiellońskiego, uzyskując w 1889 stopień doktora obojga praw. W tym czasie związał się ze stronnictwem Stańczyków, pozostając wierny temu ugrupowaniu do końca życia.
Po studiach powrócił do Bratkówki zajmując się gospodarstwem rolnym i leśnym. Został redaktorem dziennika politycznego we Lwowie pod tytułem „Ruch Katolicki”. Publikował w krakowskim dzienniku „Czas”. Z ramienia konserwatystów został wybrany posłem 18 czerwca 1909 na miejsce zmarłego w marcu posła Jana Trzecieskiego z I kurii obwodu sanockiego do Sejmu Krajowego Galicji kadencji  IX (1909–1913). Należał do Stronnictwa Prawicy Narodowej, którego był wiceprezesem w 1910. Został wybrany z kurii wiejskiej na posła do austriackiej Rady Państwa w Wiedniu ostatniej kadencji XII (1911-1918). Tam należał do Koła Polskiego, był członkiem komisji budżetowej i oświatowej.
Był szambelanem papieża Leona XIII oraz jednym z założycieli Sodalicji Mariańskiej w Starej Wsi w 1892.
Podczas I wojny światowej w latach 1914–1915 pracował w austriackim Ministerstwie Wojny, gdzie wraz z posłem Józefem Czaykowskim, uzyskując na rzecz Polaków kwoty pieniężne jako zaliczki (tzw. Kriegsleistung). Majątek rodzinny w Bratkówce pozostał niezniszczony podczas działań wojennych. Po odzyskaniu przez Polskę niepodległości został posłem na Sejm Ustawodawczy (1919–1922) jako przedstawiciel okręgu sanockiego. Był członkiem Klubu Pracy Konstytucyjnej.
Po wygaśnięciu mandatu osiadł w Krakowie i prowadził salon polityczny, łącząc elitę miasta. Skupiał także młodzież o przekonaniach konserwatywnych. Przez całe życie zdobywał wiedzę z zakresu historii, heraldyki, statystyki
16 września 1890 ożenił się z hrabianką Amelią Krystyną Łubieńską (1870–1943), pochodzącą z Kossowa, późniejszą galicyjską działaczką społeczną i oświatową. Był ojcem sześciorga dzieci: Zofii Morstinowej, żony Zygmunta Morstina (1891-1966), Ludwika (ur. 1894, żonaty z Marią Dembińską, podporucznik Wojska Polskiego), Stanisława Kostki Starowieyskiego (1895-1941, kapitan Wojska Polskiego, żonaty z Marią Szeptycką), Marii (pracująca w szkole dla pielęgniarek, zm. 1951), Mariana (doktor praw) i Izy (absolwentka prawa, zatrudniona w Banku Rolnym). Jego wnukiem był Franciszek Starowieyski oraz jest Marek Starowieyski.
Zmarł na serce 9 kwietnia 1926 w Krakowie. Został pochowany na tamtejszym cmentarzu Rakowickim (pas AB).